# Lippincott Williams & Wilkins
Lippincott Williams & Wilkins (LWW) è una casa editrice statunitense che si occupa di pubblicazioni mediche.
Fondata nel 1792 a Philadelphia, attualmente fa parte del gruppo Wolters Kluwer.